# Energia nucleare in Svizzera
L'energia nucleare in Svizzera è prodotta da 3 centrali nucleari che dispongono complessivamente di 4 reattori operativi. Non si stanno realizzando né sono pianificate nuove centrali; La politica del phaseout previsto negli anni passati è cambiata a favore del mantenimento dei reattori esistenti e della valutazione di nuovi impianti.
In Svizzera vi sono due centrali nucleari in disuso, a Mühleberg chiusa nel 2019 ed una a Lucens chiusa nel 1969, entrambe con un singolo reattore.
Nel 2014 l'energia nucleare in Svizzera ha generato il 37,9% dell'energia elettrica prodotta in totale nel Paese.

## Storia
L'inizio dello studio e dell'utilizzo dell'energia nucleare, avvenne tramite l'acquisto di alcuni reattori di ricerca: SAPHIR e DIORIT. Nel 1962 iniziò la costruzione dell'impianto di Lucens, un reattore di tipologia GCHWR della potenza elettrica di 6MW, terminato nel 1968.
Nel 1969, durante le operazioni di accensione, si verificò il surriscaldamento degli elementi di combustibile provocando la fuoriuscita di acqua radioattiva e la fusione del nocciolo. Le autorità si trovarono obbligate allo spegnimento ed allo smantellamento dell'impianto. Nel 1960 era diventato evidente che la sola produzione da energia idroelettrica non sarebbe stata sufficiente per sopperire al fabbisogno elettrico nazionale; dovendo quindi ricorrere ad altre fonti di approvvigionamento, la decisione ricadde sull'energia nucleare perché gruppi ambientalisti ed altri gruppi non volevano una produzione di energia elettrica da fonti fossili quali carbone o petrolio.
I primi impianti ad entrare in funzione sono stati quelli di Beznau, ordinato dalla NOK, e quello di Mühleberg ordinato dalla BKW. A questi sono poi seguiti: il secondo reattore di Beznau, quelli di Gösgen e di Leibstadt. Successivamente vennero proposti 2 impianti: il primo a Kaiseraugst (vicino a Basilea) ed uno a Graben, entrambi rigettati dopo opposizioni antinucleari.
Durante la costruzione, tutti i reattori hanno ricevuto numerosi aumenti di potenza con licenza di utilizzo illimitata, quest'ultima in relazione alla valutazione del corretto funzionamento fino a che i reattori siano economicamente sfruttabili.
La Svizzera utilizza l'energia nucleare per soli scopi pacifici. Ogni progetto di adozione di armamenti nucleari è stato cancellato nel 1988.

### L'incidente di Fukushima e l'abbandono graduale del nucleare
Ad inizio novembre 2010 l'IFSN ha concesso l'idoneità ai tre siti per i quali era stata richiesta l'autorizzazione a costruire nuovi reattori: Beznau, Mühleberg e Niederamt.
Il 14 marzo 2011, pochi giorni dopo il grave incidente alla centrale giapponese di Fukushima, l'ufficio federale dell'Energia (UFE) ha annunciato la sospensione del nuovo programma nucleare al fine di riesaminare ed adeguare gli standard di sicurezza. Il 22 marzo 2011 il Parlamento cantonale di Argovia ha bocciato la richiesta dei parlamentari del Partito Socialista Svizzero e del Partito Ecologista Svizzero di sottoporre alle camere federali un'iniziativa per l'abbandono dell'energia nucleare, proposta in concomitanza degli eventi giapponesi.
A seguito di verifiche sugli impianti, è stata stabilita la necessità, da parte delle società concessionarie, di adeguare la strumentazione di controllo così come la resistenza ad eventi sismici e inondazioni, tuttavia le modifiche sarebbero state eseguite durante l'esercizio in quanto non sussisteva alcun pericolo immediato, con l'obbligo, nei confronti delle società concessionarie, di dimostrare la resistenza degli impianti nei confronti di eventi sismici rari (compresi i danni derivanti dal crollo delle dighe a monte) entro il mese di marzo 2012.
Il 25 maggio 2011, il Consiglio Federale svizzero ha varato una nuova "Strategia energetica 2050" basata su una maggiore efficienza, sul potenziamento dell'idroelettrico e sulle rinnovabili; se necessario verranno usati anche efficienti impianti di cogenerazione e centrali a gas a ciclo combinato, in modo che la fonte nucleare verrà gradualmente abbandonata; a tale proposito, è stato deciso di bloccare la costruzione pianificata di tre nuovi reattori ed è stato confermato il calendario per la chiusura delle centrali attive, con termini compresi tra il 2019 ed il 2034. Nella motivazione espressa da Doris Leuthard, consigliere federale a capo del relativo dipartimento, sono comprese sia considerazioni in merito all'incidente di Fukushima, sia riguardo alla decrescita del rendimento economico della produzione di energia nucleare. Tale decisione è stata in seguito parzialmente confermata dal Consiglio nazionale, pur con la raccomandazione di non abbandonare la formazione e la ricerca nel settore.
Il 20 dicembre 2019, la centrale di Mühleberg è stata disconnessa dalla rete e gradualmente spenta; il suo completo smantellamento dovrebbe terminare nel 2034, secondo la decisione della magistratura elvetica. Quella di Mühleberg è stata la prima chiusura di una centrale nucleare con produzione commerciale in Svizzera. Tale impianto era il più vecchio dei 5 esistenti in Svizzera:  Beznau I & II, Mühleberg, Gösgen e Leibstadt.

### I referendum sul nucleare
In Svizzera, a partire dal 1979, si sono tenuti numerosi referendum sulla proposta di abbandonare l'energia nucleare, ma tale proposta è sempre stata rifiutata. Nel 1979 fu fatto un referendum per la sicurezza nucleare su iniziativa dei cittadini, che fu bocciato. Nel 1984, ci fu una votazione su un'iniziativa "per un futuro senza centrali nucleari", in cui si raccolse il 55% di voti contrari contro il 45% di favorevoli. Il 23 settembre 1990 si tennero due nuovi referendum: l'iniziativa "Fermiamo la costruzione di centrali nucleari", che proponeva una moratoria di dieci anni sulla costruzione di nuove centrali nucleari, fu approvata con il 54,5% contro il 45,5%, mentre la proposta di abbandonare l'energia nucleare fu bocciata con il 53% contro il 47%. Nel 2000 ci fu una votazione su una tassa verde per sostenere l'energia solare, proposta rifiutata col 67% dei voti. Il 18 maggio 2003 ci furono due referendum: "Elettricità senza nucleare", che chiedeva una decisione sull'abbandono dell'energia nucleare, e "Moratoria più", per un'estensione temporale della moratoria alla costruzione di nuovi impianti, entrambi bocciati. I risultati furono: Moratoria Più 41,6% Sì, 58,4% No; Elettricità senza nucleare 33,7% Sì, 66,3% No.
Il programma della petizione "Elettricità senza nucleare" prevedeva di chiudere tutte le centrali nucleari entro il 2033: prima le unità 1 e 2 delle centrali di Beznau, poi Mühleberg nel 2005, Gösgen nel 2009 e Leibstadt nel 2014. "Moratoria più" sosteneva l'estensione della moratoria per altri 10 anni e un termine di 40 anni per la chiusura di tutte le centrali. Per rimandare la scadenza di altri dieci anni si sarebbe dovuto tenere un altro referendum, che sarebbe costato molto denaro. Il rifiuto di "Moratoria più" sorprese molti perché i sondaggi di opinione prima del referendum avevano mostrato un buon consenso. I motivi del rifiuto in entrambi i casi sono stati individuati nel peggioramento della situazione economica.
Il 27 novembre 2016 il popolo svizzero ha bocciato, tramite referendum, l'iniziativa popolare del Partito Ecologista Svizzero contenente la proposta di abbandono a breve termine dell'energia nucleare con la limitazione a quarantacinque anni dell'autorizzazione all'esercizio degli impianti esistenti. Il 21 maggio 2017 il popolo ha invece approvato, tramite ulteriore referendum, la "Strategia energetica 2050" proposta dal Consiglio federale ed approvata dal Consiglio nazionale, che prevede il divieto di costruire nuove centrali e la chiusura di quelle esistenti con tempistiche maggiori rispetto a quanto proposto dall'iniziativa popolare del 2016.
A maggio del 2017, la Svizzera ha approvato con il 58% dei voti favorevoli la dismissione delle centrali nucleari, il divieto di costruzione di nuovi impianti e il passaggio ad una politica energetica basata sulle fonti rinnovabili.

## Ciclo del combustibile
La Svizzera supplisce al suo fabbisogno di combustibile nucleare comprando l'uranio sul mercato internazionale, arricchendolo e comprando il combustibile in svariati siti stranieri con differenti contratti (in passato il combustibile svizzero veniva anche prodotto nell'impianto FN di Bosco Marengo).

## Reattori di ricerca

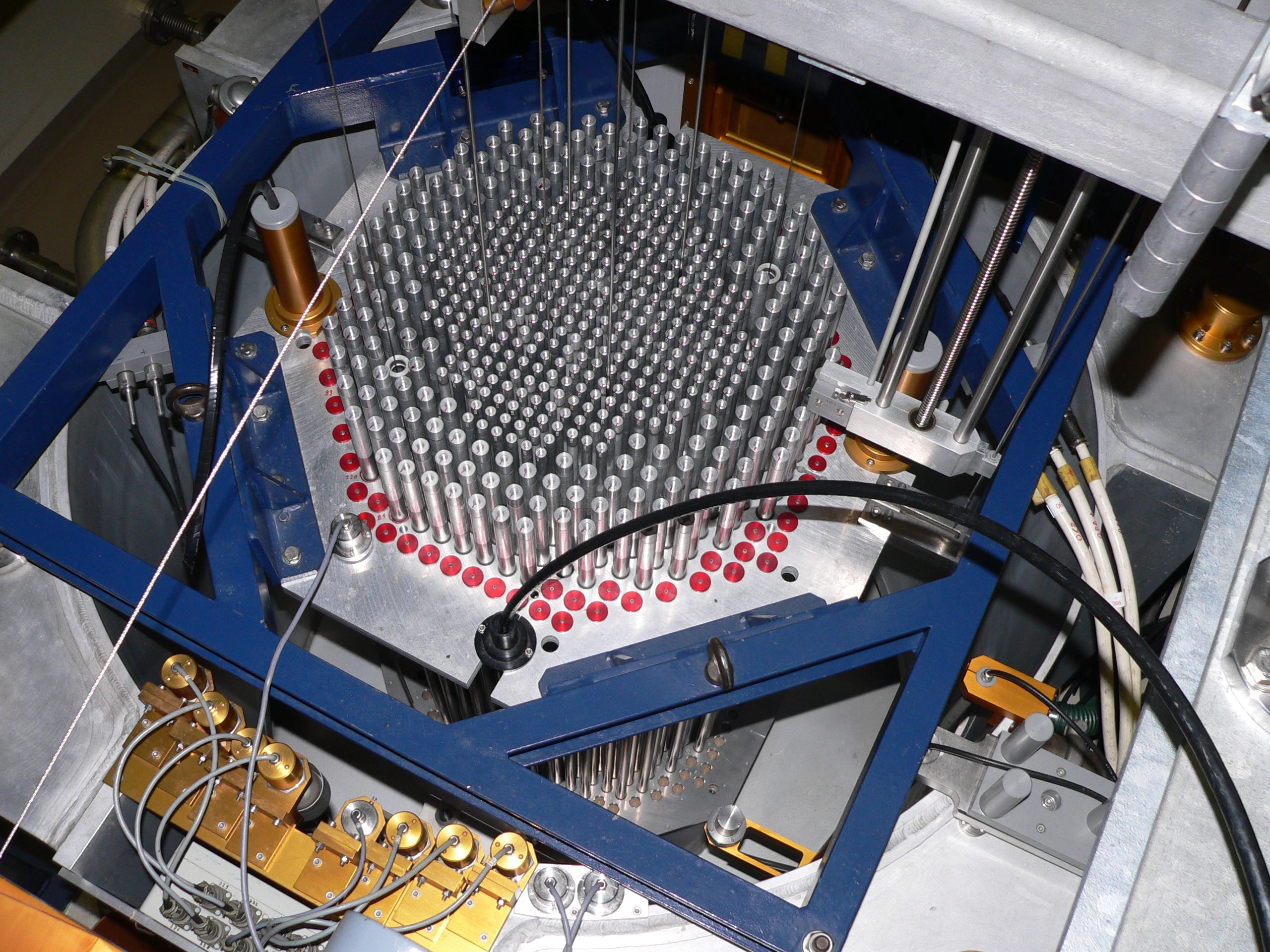
CROCUS, l'unico reattore nucleare della Romandia.

In Svizzera sono presenti alcuni reattori di ricerca:
- SAPHIR -  Il reattore svizzero, venduto dalla delegazione degli Stati Uniti durante la prima conferenza sull’utilizzo pacifico dell’energia nucleare, tenutosi a Ginevra nell'agosto del 1955. È stato il primo reattore di sempre ad essere operativo davanti ad un pubblico. In funzione dal 1957 al 1993 e di 10MW di potenza.
- DIORIT – reattore da 30MW di potenza funzionante dal 1960 al 1977.
- Proteus – Nuovo reattore di ricerca presso il PSI Würenlingen
- CROCUS (46°31′16.46″N 6°34′13.3″E) – CROCUS è un reattore a potenza nulla (100 W di potenza massima) di tipo LWR usato a scopi didattici presso l'Scuola politecnica federale di Losanna (EPFL).

## Gestione dei rifiuti e depositi geologici
La gestione dei rifiuti radioattivi è gestita dalla Zwilag, una società di proprietà congiunta dei quattro operatori elettrici svizzeri. Nel 2001 sono iniziati a Würenlingen i lavori per un sito di stoccaggio intermedio del combustibile nucleare, il sito è adiacente al Paul Scherrer Institute ed all'impianto di Beznau. Il sito dispone anche di un impianto di incenerimento e condizionamento dei rifiuti a bassa e media attività.
Non esiste una politica nazionale per lo smaltimento dei rifiuti, se diretto o dopo riprocessamento, tuttavia circa 1000t di combustibile è stato spedito all'estero (La Hague in Francia e Sellafield nel Regno Unito), la svizzera rimane responsabile per i rifiuti prodotti durante il processo di riprocessamento. Dal 2006 e per un periodo di 10 anni il combustibile sarà custodito negli impianti o custodito dalla Zwilag.
Nel 1972 è stato costituito il NAGRA, cioè una cooperativa nazionale per lo smaltimento dei rifiuti nucleari. questo ente ha presentato nel 2002 una relazione per la fattibilità di varie soluzioni di smaltimento. La relazione indica che gli elementi di combustibile utilizzato, separati i rifiuti ad alto livello e di lunga durata le scorie a media potrebbe essere tranquillamente smaltite in Svizzera. Nel giugno 2006 il Consiglio federale ha concluso che tutte le dimostrazioni per le varie proposte sono state soddisfatte. Nel frattempo la legge sull'energia nucleare del 2005 per le richieste di gestione dei rifiuti ed il programma di smaltimento sono state riesaminate da parte delle autorità federali. Identificazione delle opzioni per smaltimento sta procedendo con la partecipazione regionale, e dopo l'approvazione federale; la scelta del sito definitivo procederà in tre fasi. La data proposta per il funzionamento del deposito è il 2020.
Una proposta per un deposito di rifiuti a Wellenberg nel Canton Obvaldo è stata bloccata per due volte da dei referendum regionali, è possibile aggirare il veto regionale, per quanto disposto dalla legge sul nucleare, solamente con un referendum a livello nazionale; nel febbraio 2011 un nuovo referendum non vincolante ha rifiutato con l'installazione di un sito per lo stoccaggio definitivo dei rifiuti di bassa e media categoria, un referendum nazionale sulla localizzazione del deposito sarà fatto non prima del 2017, in ogni caso il sito è reputato essere come quello con le minori probabilità di diventare sede del deposito. Alla fine del 2006, il volume di imballaggi e dei rifiuti a basso livello intermedio è stato 6.830 metri cubi. A ciò vanno aggiunti i rifiuti ad alto livello e carburante utilizzato conservati presso le centrali e Zwilag zzl. Alla fine del 2006, c'erano otto container con i rifiuti separati ad alto livello dal ritrattamento e 17 contenitori con combustibile utilizzato conservato dalla Zwilag. (Un contenitore è di circa 6m di altezza e 2,5m di diametro.)
I costi totali della gestione dei rifiuti radioattivi sono stimati a 11,9 miliardi di franchi. I proprietari di impianti nucleari hanno versato 8,2 miliardi di franchi per la gestione finale dei rifiuti che ora versano in un fondo nazionale di smaltimento dei rifiuti creato nel 2000, che ha ora raccolto 2.7 miliardi di franchi a fine 2005. Il Fondo disattivazione è stato istituito nel 1984 ed i gestori degli impianti pagano i contributi annualmente, il prelievo è di circa 1 franco/kWh

## Produzione di uranio
La Svizzera non è un produttore di uranio. Non possiede risorse uranifere a <130$/kg nel "Red Book" del 2007.

## Centrali nucleari
I dati della tabella sono aggiornati a dicembre 2019.
| Reattori operativi |                    |           |                    |                         |                        |                                                                                            |
| Centrale | Potenza netta (MW) | Tipologia | Inizio costruzione | Allacciamento alla rete | Produzione commerciale | Dismissione (prevista)                                                                     |
| Beznau (reattore 1) | 365                | PWR       | 1º settembre 1965  | 17 luglio 1969          | 1º settembre 1969      | In Svizzera non ci sono date di dismissione previste per le centrali nucleari funzionanti. |
| Beznau (reattore 2) | 365                | PWR       | 1º gennaio 1968    | 23 ottobre 1971         | 1º dicembre 1971       | In Svizzera non ci sono date di dismissione previste per le centrali nucleari funzionanti. |
| Gösgen | 970                | PWR       | 1º dicembre 1973   | 2 febbraio 1979         | 1º novembre 1979       | In Svizzera non ci sono date di dismissione previste per le centrali nucleari funzionanti. |
| Leibstadt | 1165               | BWR       | 1º gennaio 1974    | 24 maggio 1984          | 15 dicembre 1984       | In Svizzera non ci sono date di dismissione previste per le centrali nucleari funzionanti. |
| Totale: 4 reattori per complessivi 2.865 MW |                    |           |                    |                         |                        |                                                                                            |
| Reattori dismessi |                    |           |                    |                         |                        |                                                                                            |
| Centrale | Potenza netta (MW) | Tipologia | Inizio costruzione | Allacciamento alla rete | Produzione commerciale | Dismissione                                                                                |
| Mühleberg | 373                | BWR       | 1º marzo 1967      | 1º settembre 1971       | 6 novembre 1972        | 20 dicembre 2019                                                                           |
| Reattori smantellati |                    |           |                    |                         |                        |                                                                                            |
| Lucens | 6                  | GCHWR     | 1º aprile 1962     | 29 gennaio 1968         |                        | 21 gennaio 1969                                                                            |
| Totale dismessi + smantellati: 2 reattori per complessivi 379 MW |                    |           |                    |                         |                        |                                                                                            |
| NOTE: - La normativa in vigore, modificata nel maggio 2011, non prevede la possibilità di sostituzione e/o aumento del parco reattori al termine del ciclo vitale degli impianti ancora in funzione. |                    |           |                    |                         |                        |                                                                                            |